# Werner Fischer (Bürgerrechtler)
Werner Fischer (* 29. März 1950 in Caputh; † 29. November 2023 in Berlin) war ein deutscher Bürgerrechtler. Er war Oppositioneller in der DDR.

## Leben
Werner Fischer erhielt wegen der Weigerung, der FDJ beizutreten, keine Zulassung zur Erweiterten Oberschule (Abiturstufe) und machte daher eine Ausbildung zum Rohrleitungsmonteur. Als Montagearbeiter war er auf Großbaustellen, wie Eisenhüttenstadt und Schwedt, tätig. Ab 1968 leistete er Wehrdienst bei den Grenztruppen der DDR. In dieser Zeit geriet er durch Denunziation ins Visier des MfS und wurde in den Küchendienst versetzt. Von härteren Maßnahmen wurde mit Hinweis auf sein „fortschrittliches Elternhaus“ abgesehen. Danach arbeitete er als Bühnenhandwerker, später als Werbeorganisator am Ost-Berliner Metropol-Theater.
1981 trat er aus Protest gegen die Verhängung des Kriegsrechts in Polen und die Unterstützung durch die DDR aus dem Freien Deutschen Gewerkschaftsbund (FDGB) aus. Er nahm an diversen illegalen politischen Zirkeln teil und war seit 1981 in der unabhängigen Friedensbewegung der DDR aktiv. Fischer organisierte in seiner Wohnung literarische Lesungen und politische Diskussionen. Seit 1972 wurde Fischer vom MfS in einer operativen Personenkontrolle (OPK) bearbeitet, später als operativer Vorgang (OV) „Schieber“. Er war intensiven Zersetzungs- und Überwachungsmaßnahmen ausgesetzt.
1985/86 war Werner Fischer Mitbegründer der oppositionellen Initiative für Frieden und Menschenrechte (IFM). Ab 1986 lebte er von Gelegenheitsjobs in der Kunstausstellungsszene Ost-Berlins. Er unterhielt intensive Kontakte zur internationalen Friedensbewegung und zur Opposition in Osteuropa, insbesondere zur Charta 77, und ist Verfasser und Unterzeichner zahlreicher nationaler und internationaler Aufrufe und Positionspapiere.
1988 wurde er wegen „landesverräterischer Agententätigkeit“ verhaftet, kam in Untersuchungshaft in die zentrale Untersuchungshaftanstalt des Ministeriums für Staatssicherheit in Berlin-Hohenschönhausen. Mit einem Reisepass der DDR und einer Rückkehrgarantie durch die DDR-Behörden kam Fischer aus dem Gefängnis und ging gemeinsam mit Bärbel Bohley für ein halbes Jahr nach London. Im August 1988 kehrte er nach Ost-Berlin zurück. Im Oktober 1989 arbeitete er im Kontaktbüro in der Berliner Gethsemanekirche, wo Informationen zu Demonstrationen, polizeilichen Übergriffen u. a. gesammelt wurden. Er war Mitorganisator der unabhängigen Untersuchungskommission zu diesen Vorgängen.
Fischer wurde einer der drei Sprecher der IFM und im November 1989 Vertreter der IFM in der Vorbereitungsgruppe des Zentralen Runden Tisches. Im Januar 1990 wurde Fischer auf Vorschlag des Zentralen Runden Tisches Regierungsbevollmächtigter zur Auflösung des Ministeriums für Staatssicherheit. Anschließend leitete er bis Mai 1992 im Auftrag des Berliner Senats eine Arbeitsgruppe, die unter anderem die Stasi-Überprüfungskommissionen in den Verwaltungen des Senats und der Bezirke beriet.
Für zwei Jahre, von 1992 bis 1994, arbeitete Fischer als Pressesprecher der Bundestagsgruppe Bündnis 90/Die Grünen. 1995 erhielt Fischer das Bundesverdienstkreuz 1. Klasse.
Im Jahre 2001 erfuhr Fischer aus neu aufgefundenen Akten von der IM-Tätigkeit seiner Mutter. Über viele Jahre lieferte sie detaillierte Berichte über ihn an das MfS.
Werner Fischer hatte eine Tochter und lebte in Berlin.